# Charles Ashley
Le Charles Ashley est un ancien Lifeboat de la Royal National Lifeboat Institution (RNLI) reconverti, depuis  en bateau à moteur de plaisance.
Il est labellisé BIP (Bateau d'intérêt patrimonial) depuis 2013 par l'Association patrimoine maritime et fluvial.
Son port d'attache actuel est Bezons.

Il est immatriculé 851816 au quartier maritime de Boulogne-sur-Mer.

## Histoire
Le CHarles Henry Ashley était l'une des 28 unités de la Classe Watson (46ft 9in) (en) construites entre 1947 et 1956. 
Il a été réalisé sur le chantier naval J. Samuel White à Cowes sur l'Île de Wight. 
Il fut lancé en 1949 avec l'immatriculation ON 866. C'est un canot à coque bois, doté à l'origine de deux moteurs diesel Ferry VE4 de 40 cv. 
De 1949 à 1979 il servit à la Station de sauvetage de Porthdinllaen (en)  dans la région de Gwynedd et de 1979 à 1986 il a été mis en réserve. 
Vendu en août 1987, il a été reconverti pour la plaisance et ramené en France.

En février 2012, il coule à Villeneuve-la-Garenne. Renfloué, il est racheté par deux passionnés qui le remettent en état avec leur association Les Clés de Seine.